# Kilburn High Road állomás
A Kilburn High Road a londoni Overground egyik állomása a 2-es zónában, a Watford DC Line érinti.

## Története
Az állomást 1852-ben adták át Kilburn & Maida Vale néven a London and North Western Railway részeként.

## Forgalom
| Járat | Útvonal | Gyakoriság    |
| ----- | --- | ------------- |
|       | Watford Junction – Watford High Street – Bushey – Carpenders Park – Hatch End – Headstone Lane – Harrow & Wealdstone – Kenton – South Kenton – North Wembley – Wembley Central – Stonebridge Park – Harlesden – Willesden Junction – Kensal Green – Queen’s Park – Kilburn High Road – South Hampstead – Euston | 20 percenként |

## Átszállási kapcsolatok
| Állomás           | Átszállási kapcsolatok                   |
| ----------------- | ---------------------------------------- |
| Kilburn High Road | Helyi buszok (Kilburn High Road Station) |

## Fordítás
- Ez a szócikk részben vagy egészben  a   Kilburn High Road railway station című angol Wikipédia-szócikk fordításán alapul.  Az eredeti cikk szerkesztőit annak laptörténete sorolja fel. Ez a jelzés csupán a megfogalmazás eredetét és a szerzői jogokat jelzi, nem szolgál a cikkben szereplő információk forrásmegjelöléseként.